# Enric Montoriol i Tarrés
Enric Montoriol i Tarrés (Figueres, 23 d'octubre de 1877 - Figueres, 1 de febrer de 1951) va ser un pianista i compositor català. Fill del comerciant Joaquim Montoriol Porret i de Marcelina Tarrés Alsina, es va casar en primeres núpcies amb la pintora francesa Isabelle Beaubois i en segones amb Berta Quidé Sclepe. La seva neboda, Carme Montoriol i Puig, també va ser pianista. Per part de pare estava emparentat amb l'enginyer i intel·lectual Narcís Monturiol.

## Biografia
Va començar els seus estudis de música a Figueres, amb en Pere Codina, i els amplià estudiant piano a Barcelona amb Carles Gumersind Vidiella i composició amb Melcior Rodríguez d'Alcántara. El 1892, amb quinze anys, va oferir el seu primer concert al Palau de les Belles Arts i posteriorment al Teatre Liceu de Barcelona. En el 1896 va actuar al Teatre Líric i es va estrenar com acompanyant de l'Orfeó Català al Teatre Principal.
L'any 1897 es va traslladar a París, on va estudiar composició a Georges Street, impartí classes de piano i va oferir el seu primer concert a la Sala Érard en 1898. Va freqüentar els cercles intel·lectuals i artístics de la capital francesa i va establir amistat amb Joaquím Nin i Enric Granados. Va abanderar la interpretació de l'obra de Granados a París, i en els seus concerts incloïa de forma regular les obres “Goyescas”, “El pelele”, “La maja y el ruiseñor” o “Requiebros”. El 7 de juny de 1911, es va estrenar a la Salle Gaveau de París l'obra Hispània, una fantasia per a piano i orquestra de Joaquim Cassadó, com a solista al piano va intervenir Enric Montoriol, sota la direcció del mateix autor. L'any 1913 es desplaça a Madrid, per actuar al Teatro Real amb l'Orquestra Simfònica dirigida pel mestre Arbós interpretant Hispània, pel que rebé els millors elogis per part de la premsa madrilenya.
Durant la I Guerra Mundial va tornar a Barcelona, on va organitzar concerts en benefici de la Creu Roja francesa. Després del conflicte bèl·lic va tornar a París, va col·laborar amb la Société Musicale Indépendante; aquell mateix any va viatjar a Londres i hi oferí diversos concerts. Va viure a París fins al 1924. Mantingué una breu correspondència amb Manuel de Falla, a qui va enviar, l'any 1923, un programa de mà amb obres seves interpretades a la Sala Érard.
Abans d'establir-se a Figueres, va voler acomiadar-se de les actuacions públiques, fent el 6 i 10 de març de 1924 dos concerts al Palau de la Música Catalana juntament amb el violinista Francesc Costa. I finalment pel 4 de novembre en interpretar un altre al cinema de Figueres, la Sala Edison, que va ser el comiat definitiu de les seves actuacions públiques. A partir d'aleshores continuà impartint classes de piano, i entre els seus alumnes tingué Mercè Moner Raguer (també alumna d'Enric Granados, i pianista distingida), Margarita Gratacós de Massot (germana del músic i compositor Simò Gratacòs i futura pianista i professora de música) i Josep Falgarona i Canadell (compositor i instrumentista d'anomenada, a qui el mestre Monturiol apreciava molt, fins al punt que en el seu testament li va deixar el seu propi piano).
Encara que va compondre obres com Deux mazurkas va ser més conegut com a pianista virtuós.

## Sardanes i música per a cobla
- El puput
- Empordanesa. Estrena el 19 de desembre de 1948 a Barcelona.
- Joc d'infants. Estrena el 1931.
- La pastoreta
- Margarida
- Mercè